# العلاقات الغانية القرغيزستانية
العلاقات الغانية القيرغيزستانية هي العلاقات الثنائية التي تجمع بين غانا وقيرغيزستان.

## مقارنة بين البلدين
هذه مقارنة عامة ومرجعية للدولتين:
| وجه المقارنة                                              | غانا         | قيرغيزستان                      |
| --------------------------------------------------------- | ------------ | ------------------------------- |
| المساحة (كم2)                                             | 238.53 ألف   | 199.95 ألف                      |
| عدد السكان (نسمة)                                         | 26.91 مليون  | 6.20 مليون                      |
| الكثافة السكانية (ن./كم²)                                 | 112.82       | 31.01                           |
| العاصمة                                                   | أكرا         | بيشكك                           |
| اللغة الرسمية                                             | لغة إنجليزية | اللغة الروسية، اللغة القيرغيزية |
| العملة                                                    | سيدي غاني    | سوم قيرغيزستاني                 |
| الناتج المحلي الإجمالي (بليون دولار)                      | 47.33 مليار  | 7.56 مليار                      |
| الناتج المحلي الإجمالي (تعادل القوة الشرائية) بليون دولار | 115.41 مليار | 20.45 مليار                     |
| الناتج المحلي الإجمالي الاسمي للفرد دولار أمريكي          | 1.37 ألف     | 1.10 ألف                        |
| الناتج المحلي الإجمالي للفرد دولار أمريكي                 | 4.08 ألف     |                                 |
| مؤشر التنمية البشرية                                      | 0.579        | 0.655                           |
| رمز المكالمات الدولي                                      | +233         | +996                            |
| رمز الإنترنت                                              | .gh          | .kg                             |
| المنطقة الزمنية                                           | 00           | ت ع م+06:00                     |

## منظمات دولية مشتركة
يشترك البلدان في عضوية مجموعة من المنظمات الدولية، منها:
| علم المنظمة | اسم المنظمة                                                | تاريخ انضمام غانا | تاريخ انضمام قيرغيزستان |
| ----------- | ---------------------------------------------------------- | ----------------- | ----------------------- |
|             | مؤسسة التنمية الدولية                                      | 29 ديسمبر 1960    | 24 سبتمبر 1992          |
|             | يونسكو                                                     | 11 أبريل 1958     | 2 يونيو 1992            |
|             | وكالة ضمان الاستثمار متعدد الأطراف                         | 29 أبريل 1988     | 21 سبتمبر 1993          |
|             | الأمم المتحدة                                              | 8 مارس 1957       | 2 مارس 1992             |
|             | العملية المشتركة للاتحاد الأفريقي والأمم المتحدة في دارفور | ?                 | ?                       |
|             | الاتحاد البريدي العالمي                                    | ?                 | ?                       |
|             | البنك الدولي للإنشاء والتعمير                              | 20 سبتمبر 1957    | 18 سبتمبر 1992          |
|             | الاتحاد الدولي للاتصالات                                   | 17 مايو 1957      | 20 يناير 1994           |
|             | منظمة حظر الأسلحة الكيميائية                               | ?                 | ?                       |
|             | مؤسسة التمويل الدولية                                      | 3 أبريل 1958      | 11 فبراير 1993          |
|             | منظمة التجارة العالمية                                     | ?                 | ?                       |
|             | منظمة الشرطة الجنائية الدولية                              | ?                 | ?                       |

## وصلات خارجية
- موقع وزارة الخارجية الغانية
- موقع وزارة الخارجية القيرغيزستانية